# Branta
Os gansos do gênero Branta ou gansos-negros  são aves anseriformes  pertencentes à subfamília Anserinae, que compreende aos gansos-verdadeiros e aos cisnes. Eles ocorrem principalmente no litoral norte do Paleártico e em toda América do Norte, migrando para o litoral sul no inverno, e alguns residindo nas Ilhas havaianas. No hemisfério sul há apenas uma população selvagem autossustentável e gansos canadenses introduzida, vivendo na Nova Zelândia.
O termo "gansos-negros" advém das áreas proeminentes de colocação escura em todas as espécies do gênero. Eles se distinguem dos gansos Anser por conta de suas patas e pernas serem pretas ou cinza num tom muito escuro. Além disso, seus bicos são pretos e a cabeça em maior parte, com algumas manchas brancas que servem para diferenciar as espécies. Eles são geralmente menores que os outros gansos, mas algumas táxons bem grandes são conhecidas, chegando a rivalizar com o ganso-africano e o cisne-de-pescoço-preto em tamanho.
As espécies euroasiáticas tem uma distribuição mais costeira se comparados aos gansos do gênero Anser com os quais compartilha a mesma área de ocorrência, não sendo encontrados fora do litoral nem mesmo no inverno. Isso não é válido para a América e regiões do Pacífico, onde, em sua maior parte, os gansos Anser estão ausentes. 

## Taxonomia
O gênero foi introduzido pelo naturalista australiano Giovanni Antonio Scopoli em 1769.  O nome Branta é a forma latinizada da palavra Brandgás oriunda da língua nórdica antiga, palavra que significa "queimado" ou "ganso queimado"(preto). 
 A espécie-tipo é o ganso-de-faces-negras(Branta bernicla).
Em 2016, Jente Ottenburghs e colegas publicaram um estudo que visou estabelecer as relações filogenéticas entre as espécies do gênero.
|  | Ganso-do-canadá (Branta canadensis) |
|  | |
|  | \| \| Ganso-marisco,[5] ganso-de-faces-brancas ou bernaca (Branta leucopsis) \| \| \| \| \| \| Ganso-da-tundra[5] (Branta hutchinsii) \| \| \| \| |
|  | |
|  | Ganso-marisco, ganso-de-faces-brancas ou bernaca (Branta leucopsis)                                                                               |
|  | |
|  | Ganso-da-tundra (Branta hutchinsii) |
|  | |

|  | Ganso-marisco, ganso-de-faces-brancas ou bernaca (Branta leucopsis) |
|  |                                                                     |
|  | Ganso-da-tundra (Branta hutchinsii)                                 |
|  |                                                                     |

|  | Ganso-do-canadá (Branta canadensis) |
|  | |
|  | \| \| Ganso-marisco,[5] ganso-de-faces-brancas ou bernaca (Branta leucopsis) \| \| \| \| \| \| Ganso-da-tundra[5] (Branta hutchinsii) \| \| \| \| |
|  | |
|  | Ganso-marisco, ganso-de-faces-brancas ou bernaca (Branta leucopsis)                                                                               |
|  | |
|  | Ganso-da-tundra (Branta hutchinsii) |
|  | |

|  | Ganso-marisco, ganso-de-faces-brancas ou bernaca (Branta leucopsis) |
|  |                                                                     |
|  | Ganso-da-tundra (Branta hutchinsii)                                 |
|  |                                                                     |

|  | Ganso-do-canadá (Branta canadensis) |
|  | |
|  | \| \| Ganso-marisco,[5] ganso-de-faces-brancas ou bernaca (Branta leucopsis) \| \| \| \| \| \| Ganso-da-tundra[5] (Branta hutchinsii) \| \| \| \| |
|  | |
|  | Ganso-marisco, ganso-de-faces-brancas ou bernaca (Branta leucopsis)                                                                               |
|  | |
|  | Ganso-da-tundra (Branta hutchinsii) |
|  | |

|  | Ganso-marisco, ganso-de-faces-brancas ou bernaca (Branta leucopsis) |
|  |                                                                     |
|  | Ganso-da-tundra (Branta hutchinsii)                                 |
|  |                                                                     |

|  | Ganso-do-canadá (Branta canadensis) |
|  | |
|  | \| \| Ganso-marisco,[5] ganso-de-faces-brancas ou bernaca (Branta leucopsis) \| \| \| \| \| \| Ganso-da-tundra[5] (Branta hutchinsii) \| \| \| \| |
|  | |
|  | Ganso-marisco, ganso-de-faces-brancas ou bernaca (Branta leucopsis)                                                                               |
|  | |
|  | Ganso-da-tundra (Branta hutchinsii) |
|  | |

|  | Ganso-marisco, ganso-de-faces-brancas ou bernaca (Branta leucopsis) |
|  |                                                                     |
|  | Ganso-da-tundra (Branta hutchinsii)                                 |
|  |                                                                     |

|  | Ganso-do-canadá (Branta canadensis) |
|  | |
|  | \| \| Ganso-marisco,[5] ganso-de-faces-brancas ou bernaca (Branta leucopsis) \| \| \| \| \| \| Ganso-da-tundra[5] (Branta hutchinsii) \| \| \| \| |
|  | |
|  | Ganso-marisco, ganso-de-faces-brancas ou bernaca (Branta leucopsis)                                                                               |
|  | |
|  | Ganso-da-tundra (Branta hutchinsii) |
|  | |

|  | Ganso-marisco, ganso-de-faces-brancas ou bernaca (Branta leucopsis) |
|  |                                                                     |
|  | Ganso-da-tundra (Branta hutchinsii)                                 |
|  |                                                                     |

|  | Ganso-do-canadá (Branta canadensis) |
|  | |
|  | \| \| Ganso-marisco,[5] ganso-de-faces-brancas ou bernaca (Branta leucopsis) \| \| \| \| \| \| Ganso-da-tundra[5] (Branta hutchinsii) \| \| \| \| |
|  | |
|  | Ganso-marisco, ganso-de-faces-brancas ou bernaca (Branta leucopsis)                                                                               |
|  | |
|  | Ganso-da-tundra (Branta hutchinsii) |
|  | |

|  | Ganso-marisco, ganso-de-faces-brancas ou bernaca (Branta leucopsis) |
|  |                                                                     |
|  | Ganso-da-tundra (Branta hutchinsii)                                 |
|  |                                                                     |

|  | Ganso-do-canadá (Branta canadensis) |
|  | |
|  | \| \| Ganso-marisco,[5] ganso-de-faces-brancas ou bernaca (Branta leucopsis) \| \| \| \| \| \| Ganso-da-tundra[5] (Branta hutchinsii) \| \| \| \| |
|  | |
|  | Ganso-marisco, ganso-de-faces-brancas ou bernaca (Branta leucopsis)                                                                               |
|  | |
|  | Ganso-da-tundra (Branta hutchinsii) |
|  | |

|  | Ganso-marisco, ganso-de-faces-brancas ou bernaca (Branta leucopsis) |
|  |                                                                     |
|  | Ganso-da-tundra (Branta hutchinsii)                                 |
|  |                                                                     |

|  | Ganso-do-canadá (Branta canadensis) |
|  | |
|  | \| \| Ganso-marisco,[5] ganso-de-faces-brancas ou bernaca (Branta leucopsis) \| \| \| \| \| \| Ganso-da-tundra[5] (Branta hutchinsii) \| \| \| \| |
|  | |
|  | Ganso-marisco, ganso-de-faces-brancas ou bernaca (Branta leucopsis)                                                                               |
|  | |
|  | Ganso-da-tundra (Branta hutchinsii) |
|  | |

|  | Ganso-marisco, ganso-de-faces-brancas ou bernaca (Branta leucopsis) |
|  |                                                                     |
|  | Ganso-da-tundra (Branta hutchinsii)                                 |
|  |                                                                     |

|  | Ganso-do-canadá (Branta canadensis) |
|  | |
|  | \| \| Ganso-marisco,[5] ganso-de-faces-brancas ou bernaca (Branta leucopsis) \| \| \| \| \| \| Ganso-da-tundra[5] (Branta hutchinsii) \| \| \| \| |
|  | |
|  | Ganso-marisco, ganso-de-faces-brancas ou bernaca (Branta leucopsis)                                                                               |
|  | |
|  | Ganso-da-tundra (Branta hutchinsii) |
|  | |

|  | Ganso-marisco, ganso-de-faces-brancas ou bernaca (Branta leucopsis) |
|  |                                                                     |
|  | Ganso-da-tundra (Branta hutchinsii)                                 |
|  |                                                                     |

|  | Ganso-do-canadá (Branta canadensis) |
|  | |
|  | \| \| Ganso-marisco,[5] ganso-de-faces-brancas ou bernaca (Branta leucopsis) \| \| \| \| \| \| Ganso-da-tundra[5] (Branta hutchinsii) \| \| \| \| |
|  | |
|  | Ganso-marisco, ganso-de-faces-brancas ou bernaca (Branta leucopsis)                                                                               |
|  | |
|  | Ganso-da-tundra (Branta hutchinsii) |
|  | |

|  | Ganso-marisco, ganso-de-faces-brancas ou bernaca (Branta leucopsis) |
|  |                                                                     |
|  | Ganso-da-tundra (Branta hutchinsii)                                 |
|  |                                                                     |

|  | Ganso-do-canadá (Branta canadensis) |
|  | |
|  | \| \| Ganso-marisco,[5] ganso-de-faces-brancas ou bernaca (Branta leucopsis) \| \| \| \| \| \| Ganso-da-tundra[5] (Branta hutchinsii) \| \| \| \| |
|  | |
|  | Ganso-marisco, ganso-de-faces-brancas ou bernaca (Branta leucopsis)                                                                               |
|  | |
|  | Ganso-da-tundra (Branta hutchinsii) |
|  | |

|  | Ganso-marisco, ganso-de-faces-brancas ou bernaca (Branta leucopsis) |
|  |                                                                     |
|  | Ganso-da-tundra (Branta hutchinsii)                                 |
|  |                                                                     |

|  | Ganso-do-canadá (Branta canadensis) |
|  | |
|  | \| \| Ganso-marisco,[5] ganso-de-faces-brancas ou bernaca (Branta leucopsis) \| \| \| \| \| \| Ganso-da-tundra[5] (Branta hutchinsii) \| \| \| \| |
|  | |
|  | Ganso-marisco, ganso-de-faces-brancas ou bernaca (Branta leucopsis)                                                                               |
|  | |
|  | Ganso-da-tundra (Branta hutchinsii) |
|  | |

|  | Ganso-marisco, ganso-de-faces-brancas ou bernaca (Branta leucopsis) |
|  |                                                                     |
|  | Ganso-da-tundra (Branta hutchinsii)                                 |
|  |                                                                     |

|  | Ganso-do-canadá (Branta canadensis) |
|  | |
|  | \| \| Ganso-marisco,[5] ganso-de-faces-brancas ou bernaca (Branta leucopsis) \| \| \| \| \| \| Ganso-da-tundra[5] (Branta hutchinsii) \| \| \| \| |
|  | |
|  | Ganso-marisco, ganso-de-faces-brancas ou bernaca (Branta leucopsis)                                                                               |
|  | |
|  | Ganso-da-tundra (Branta hutchinsii) |
|  | |

|  | Ganso-marisco, ganso-de-faces-brancas ou bernaca (Branta leucopsis) |
|  |                                                                     |
|  | Ganso-da-tundra (Branta hutchinsii)                                 |
|  |                                                                     |

|  | Ganso-do-canadá (Branta canadensis) |
|  | |
|  | \| \| Ganso-marisco,[5] ganso-de-faces-brancas ou bernaca (Branta leucopsis) \| \| \| \| \| \| Ganso-da-tundra[5] (Branta hutchinsii) \| \| \| \| |
|  | |
|  | Ganso-marisco, ganso-de-faces-brancas ou bernaca (Branta leucopsis)                                                                               |
|  | |
|  | Ganso-da-tundra (Branta hutchinsii) |
|  | |

|  | Ganso-marisco, ganso-de-faces-brancas ou bernaca (Branta leucopsis) |
|  |                                                                     |
|  | Ganso-da-tundra (Branta hutchinsii)                                 |
|  |                                                                     |

|  | Ganso-do-canadá (Branta canadensis) |
|  | |
|  | \| \| Ganso-marisco,[5] ganso-de-faces-brancas ou bernaca (Branta leucopsis) \| \| \| \| \| \| Ganso-da-tundra[5] (Branta hutchinsii) \| \| \| \| |
|  | |
|  | Ganso-marisco, ganso-de-faces-brancas ou bernaca (Branta leucopsis)                                                                               |
|  | |
|  | Ganso-da-tundra (Branta hutchinsii) |
|  | |

|  | Ganso-marisco, ganso-de-faces-brancas ou bernaca (Branta leucopsis) |
|  |                                                                     |
|  | Ganso-da-tundra (Branta hutchinsii)                                 |
|  |                                                                     |

|  | Ganso-do-canadá (Branta canadensis) |
|  | |
|  | \| \| Ganso-marisco,[5] ganso-de-faces-brancas ou bernaca (Branta leucopsis) \| \| \| \| \| \| Ganso-da-tundra[5] (Branta hutchinsii) \| \| \| \| |
|  | |
|  | Ganso-marisco, ganso-de-faces-brancas ou bernaca (Branta leucopsis)                                                                               |
|  | |
|  | Ganso-da-tundra (Branta hutchinsii) |
|  | |

|  | Ganso-marisco, ganso-de-faces-brancas ou bernaca (Branta leucopsis) |
|  |                                                                     |
|  | Ganso-da-tundra (Branta hutchinsii)                                 |
|  |                                                                     |

## Características
Os gansos Branta tem tamanhos e pesos que variam de espécie para espécie e até mesmo dentro de cada uma. A exemplo disso, as subespécies do ganso-do-canadá ficaram menores a medida que se avança pro norte.  A menor espécie do gênero é o ganso-da-tundra que chega a 55 centímetros de comprimento e pesa até 1,5 quilogramas.  A maior espécie é o ganso-do-canadá(subespécie Branta canadensis maxima) que pode chegar a 109cm e a pesar até 8 quilogramas.  Dos gansos Anser eles se diferem pelo bico mais fino e preto, sem qualquer lamela ou crista,   as pernas são cinza-escuras ou pretas, o pescoço, a cabeça e em algumas espécies o peito, são pretos, o tronco assim como as asas são mais acinzentados ou acastanhados. Eles sempre possuem uma marcação na cabeça ou pescoço, seja como uma mancha no rosto, um anel no pescoço ou listras. Assim como os gansos Anser, os Branta não possuem dimorfismo sexual observável. 
O ganso-havaiano é o mais diferente, pois a pressão exercida pelo habitat inadequado levou à seleção que causou o desenvolvimento de uma espécie quase totalmente terrestre com pernas longas, dedos largos e membrana interdigital retraídas. 

## Modo de Vida

### Reprodução
Essas aves põem de 3 a 6 ovos de cor branca a amarelo-cremoso, ligeiramente brilhantes com granulação fina. Os ninhos são feitos em depressões no solo que podem ter materiais para forro, onde também depositam penugens.  Os machos são territoriais e costumam brigar para defender as áreas que dominam

### Migrações
Esses gansos são aves migratórias de grandes distâncias(exceção ao Ganso-havaiano). Uma subespécie de Ganso-de-faces-pretas migra da Sibéria para os litorais britânico e francês todos os anos, e na primavera partem para o Mar Frísio, nos Países Baixos. A população mundial de Ganso-de-peito-ruivo todos os anos parte para a costa do Mar Negro e do Mar Cáspio durante o inverno.

### Dieta
Durante a imigração e o inverno, eles costumam se alimentar de vegetais aquáticos. Também podem se alimentar de insetos aquáticos, moluscos, vermes, crustáceos e até pequenos peixes.

## Espécies
O gênero contém seis espécies vivas: 
| Imagem | Nome científico     | Nome comum            | Distribuição | Características |
| ------ | ------------------- | --------------------- | --- | --- |
|        | Branta bernicla     | Ganso-de-faces-pretas | A tundra alta do Ártico. Circumpolar, com várias populações distintas que passam o inverno em áreas diferentes(algumas na mesma) ao longo da zona temperada no litoral norte do Atlântico e do Pacífico. Populações residentes podem ser encontradas nos Estados Unidos e na Europa Ocidental. | 03 subespécies Medem até 61cm. É uma ave escura com um anel de penas brancas no pescoço negro. Sua cabeça é também negra. Os flancos são claros e, dependendo da subespécie, ventre claro ou escuro.                       |
|        | Branta canadensis   | Ganso-do-canadá       | Regiões temperadas da América do Norte, com populações introduzidas no oeste europeu, Escandinávia, Japão, Nova Zelândia, Chile, Argentina e Ilhas Falkland. | 07 subespécies Medem de 65 a 109cm de comprimento. Corpo marrom-acinzentado, pescoço e cabeça pretos com manchas brancas ou amarelas no rosto ou testa.                                                                    |
|        | Branta hutchinsii   | Ganso-da-tundra       | América do Norte, norte do Canadá e Alaska. | 06 subespécies Medem de 55 a 65cm. Possui características gerais idênticas ao Ganso-do-canadá, porem, é significativamente menor e tem o bico mais curtos. Em algumas subespécies há ainda um colar branco acima do peito. |
|        | Branta leucopsis    | Ganso-marisco         | Se reproduz nas ilhas árticas ao nordeste do Atlântico, migrando para noroeste da Europa até a França, durante o inverno. | Espécie monotípica. Manto e asas com faixas cinza-branco-preto, ventre branco. O peito, pescoço e cabeça são pretos, o rosto é branco.                                                                                     |
|        | Branta ruficollis   | Ganso-de-peito-ruivo  | Na região sibérica do Ártico, principalmente na península de Taimir, com pequenas populações nas peninsulas de Guida e Iamal e costa noroeste do Mar Negro na Bulgária, Romênia e Ucrânia. | Espécie monotípica. A nuca, o dorso, as asas e a barriga são pretos, os flancos são brancos. No pescoço há a cor vermelha com linhas brancas.                                                                              |
|        | Branta sandvicensis | Ganso-havaiano        | Ilhas havaianas. | Espécie monotípica. Bastante semelhante ao Ganso-do-canadá. As diferenças ficam por conta do bico mais curto e das palmas dos pés retraídas, além de serem menores.                                                        |

## Galeria

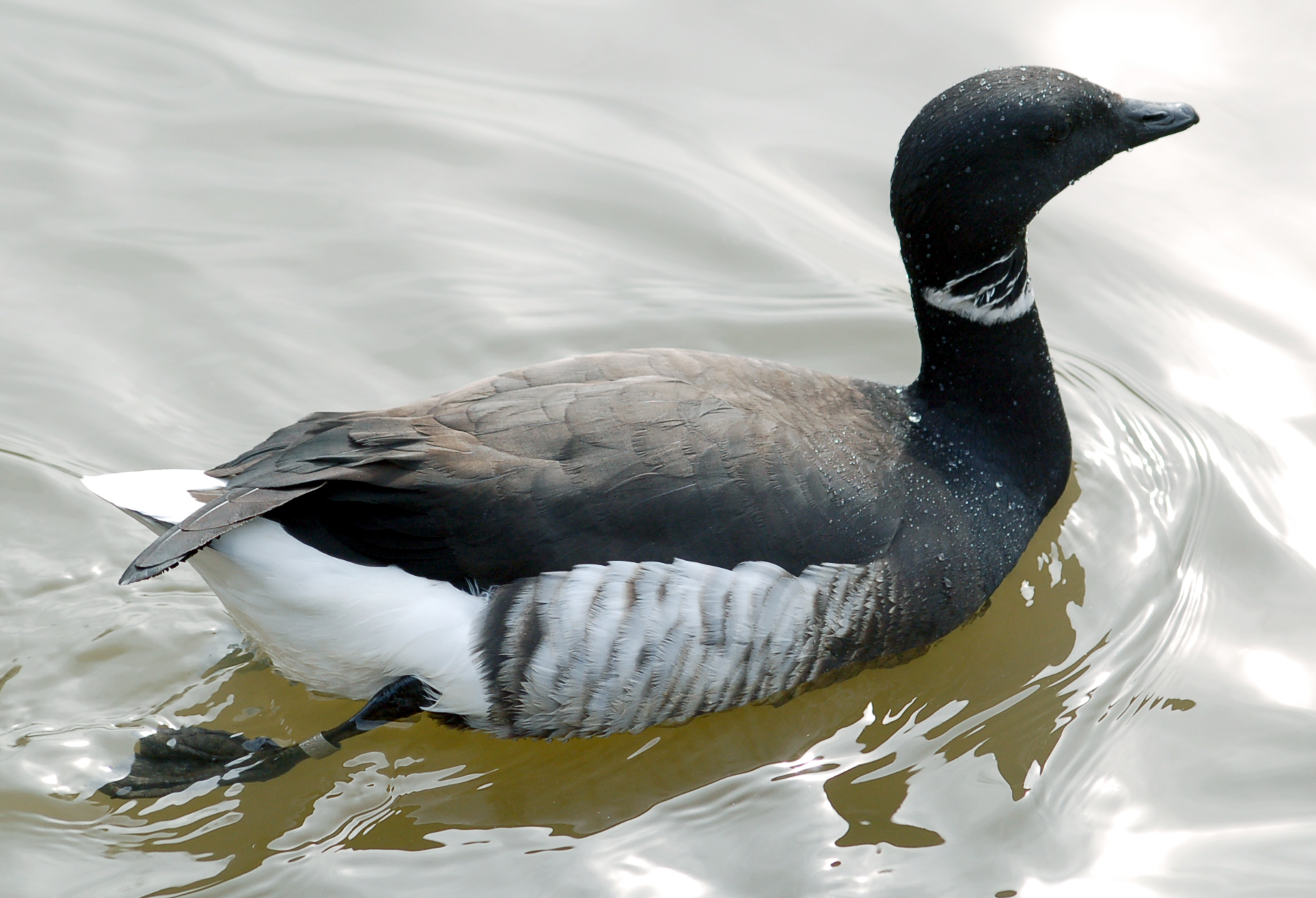
Branta bernicla
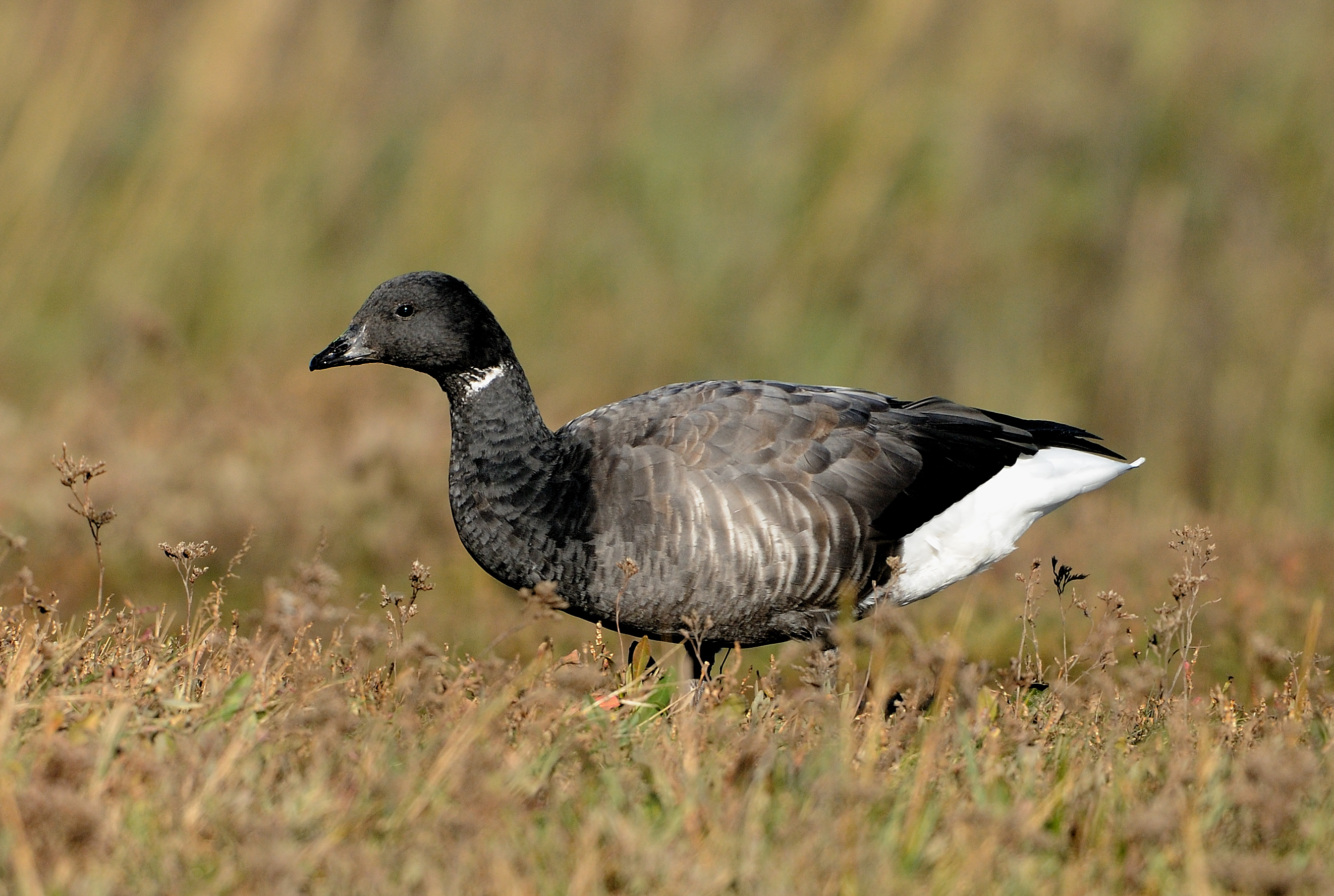
Branta bernicla
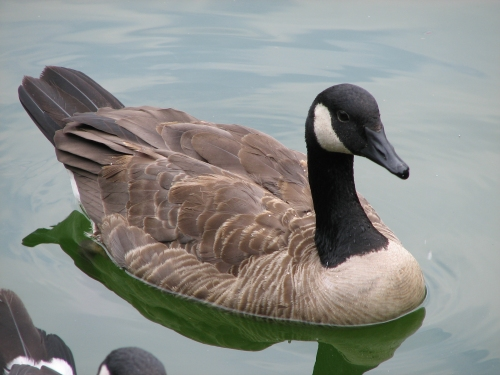
Branta canadensis
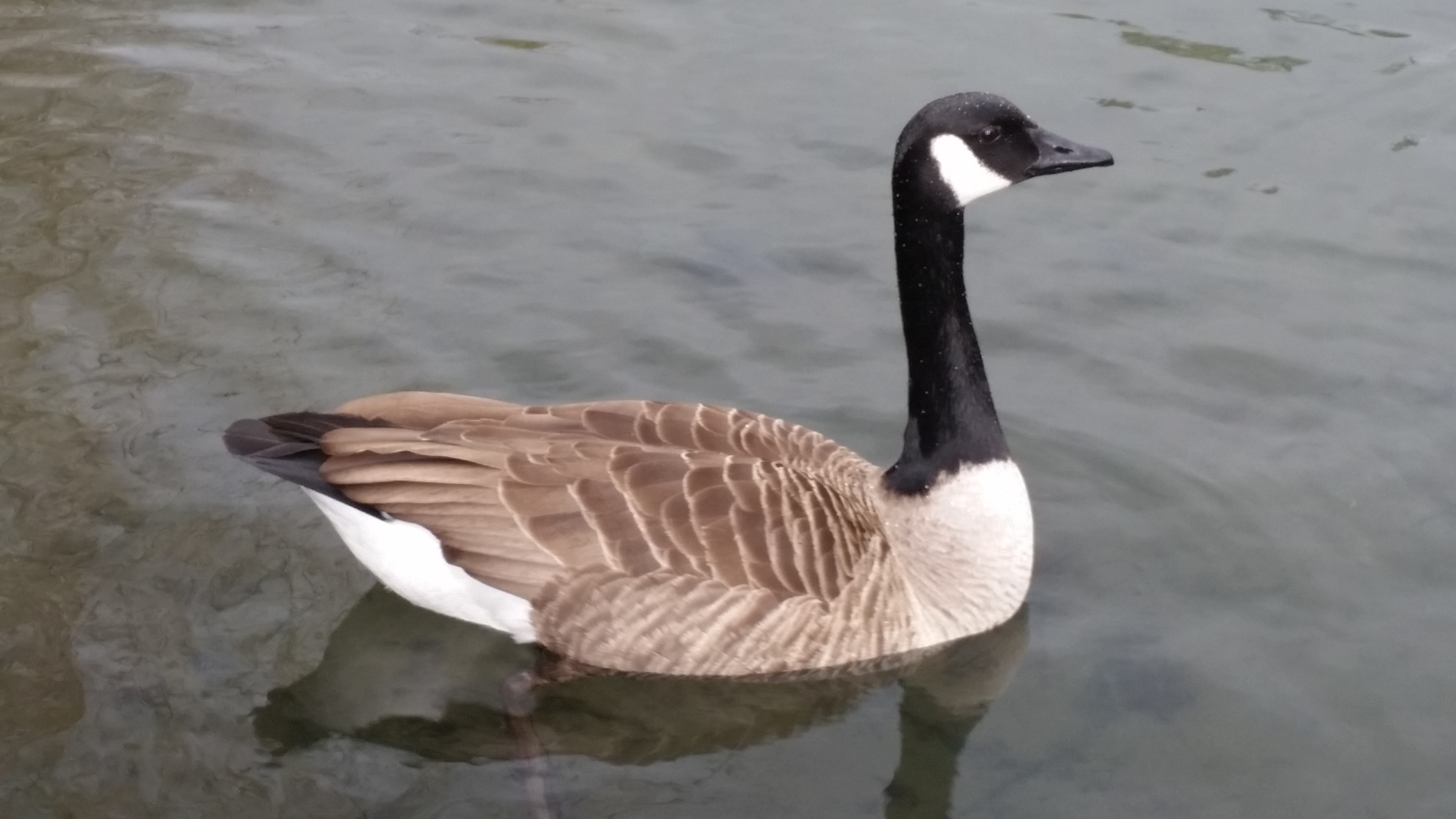
Branta canadensis
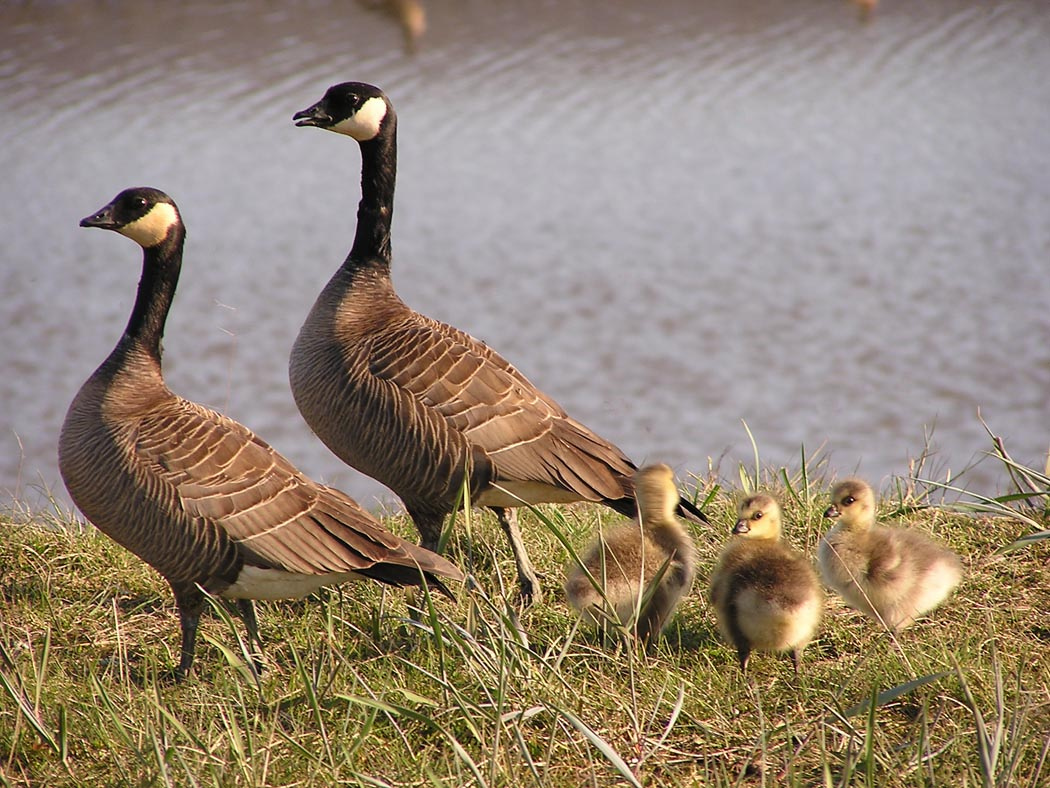
Branta hutchinsii
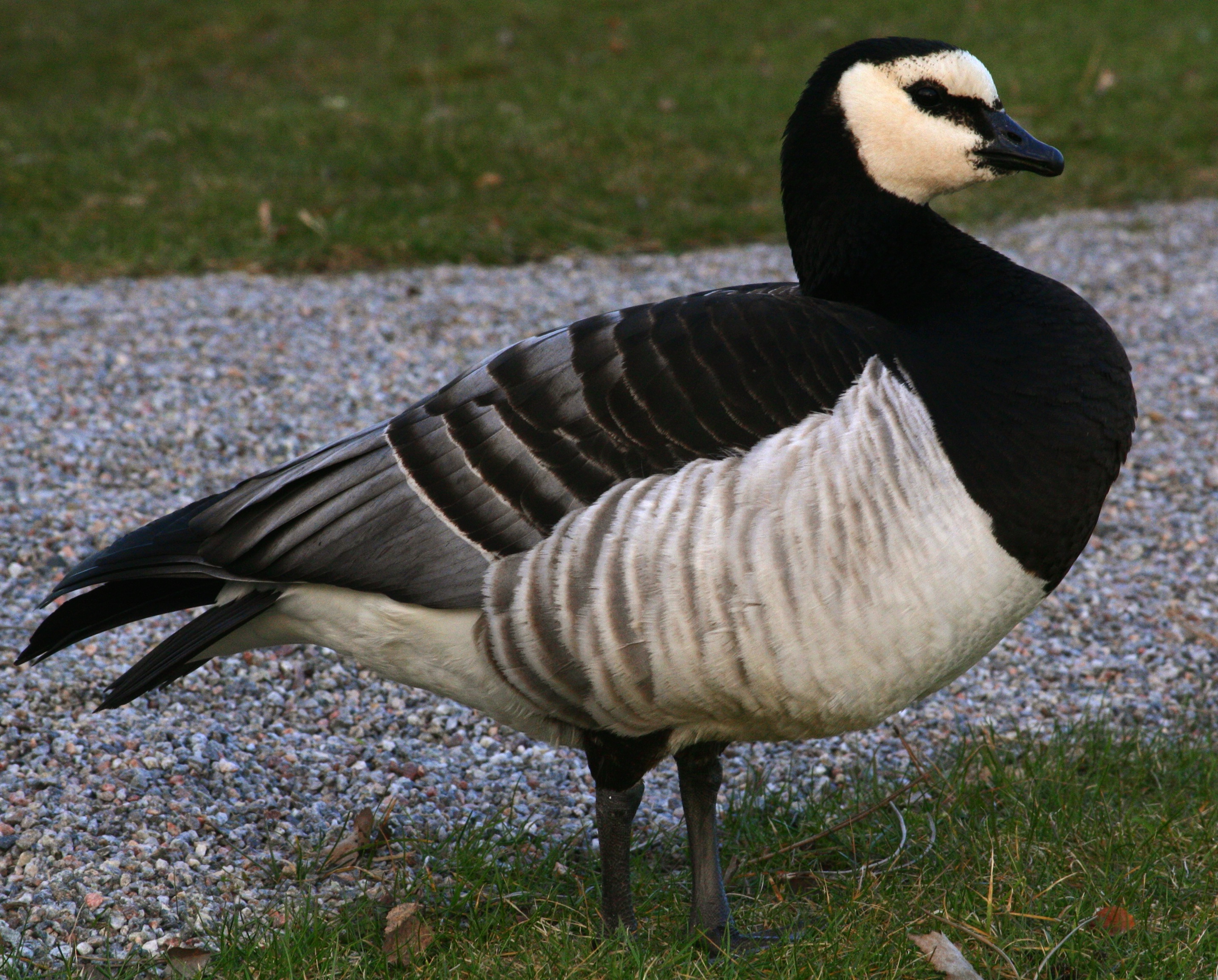
Branta leucopsis
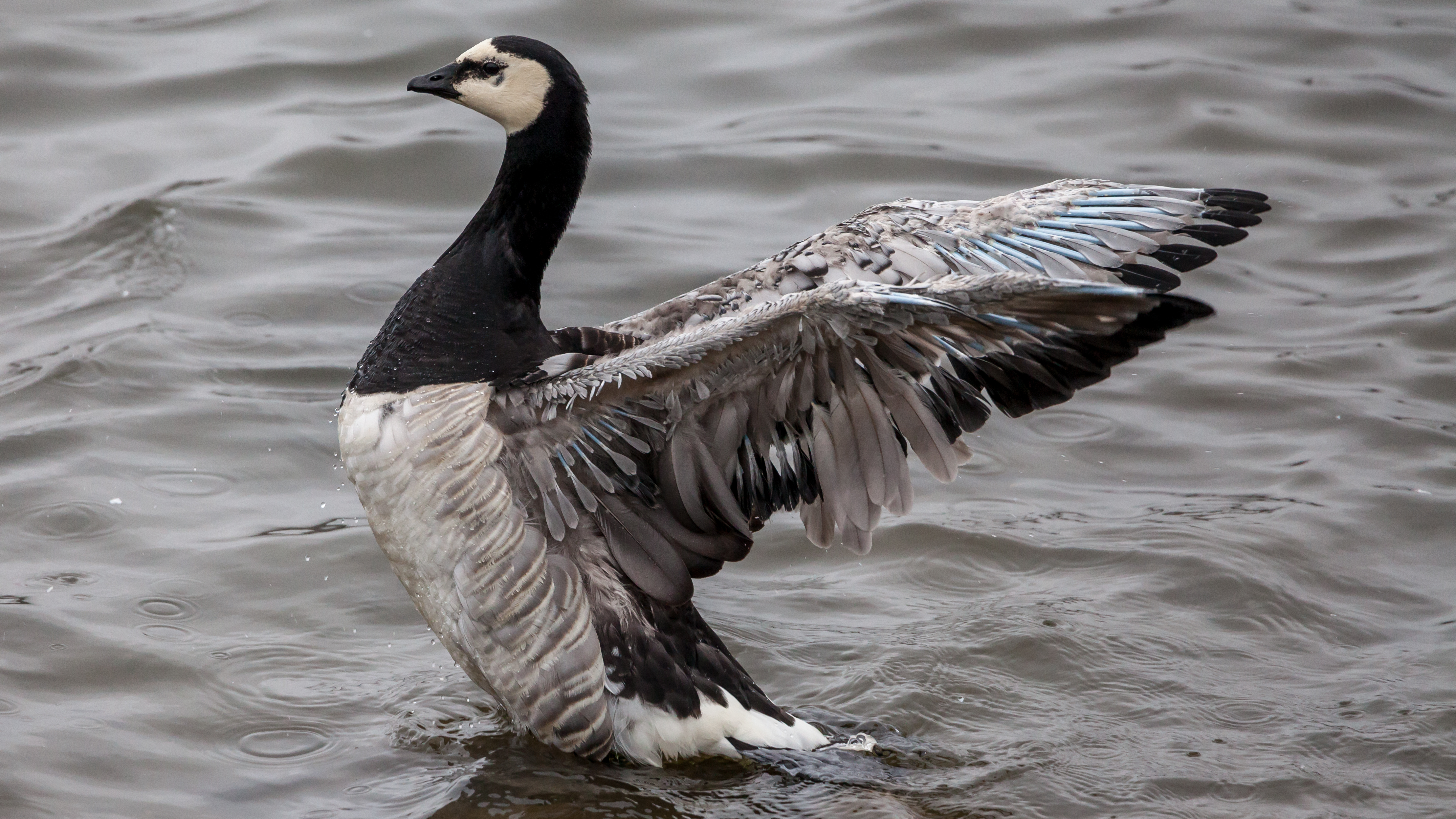
Branta leucopsis
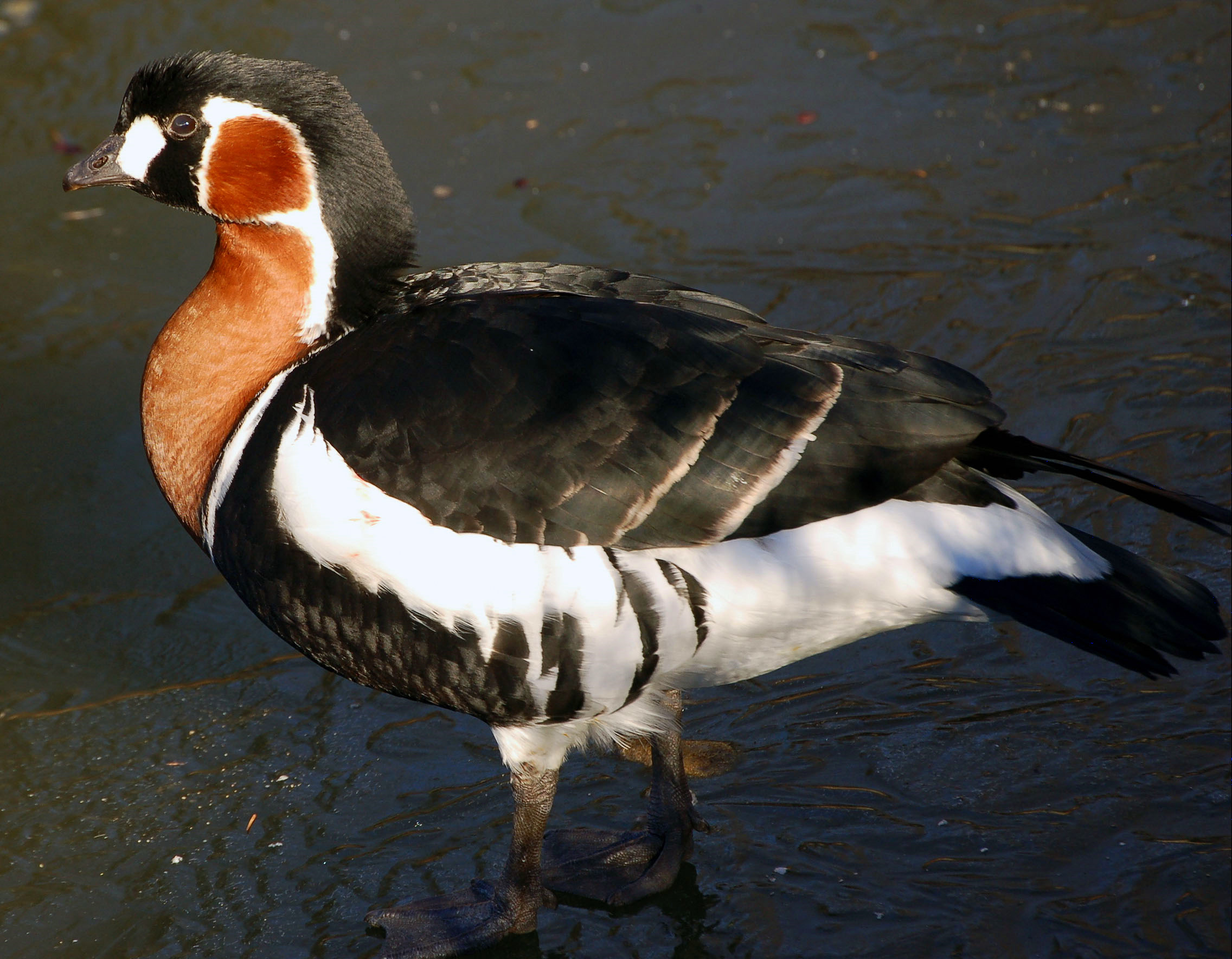
Branta ruficollis
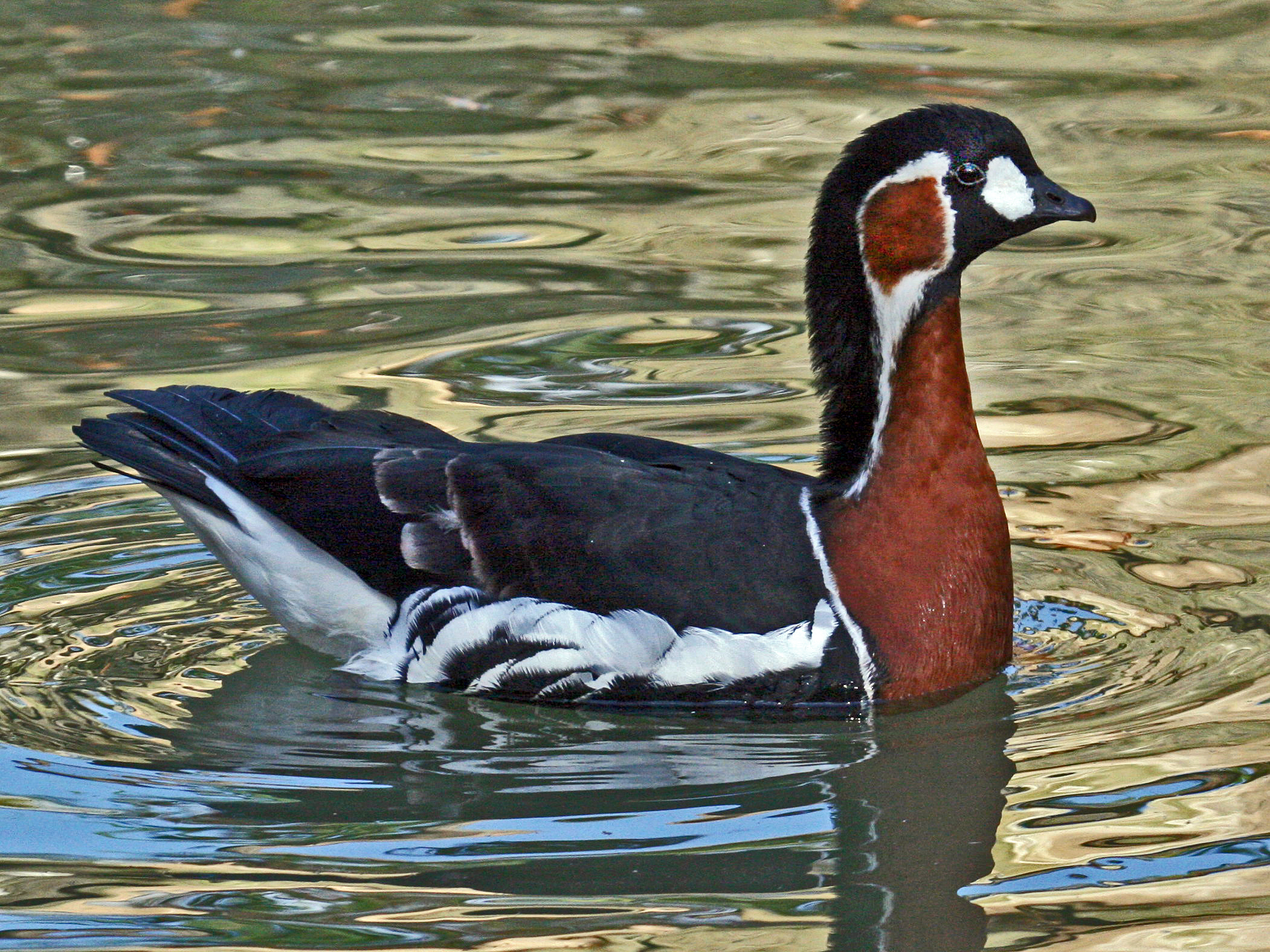
Branta ruficollis
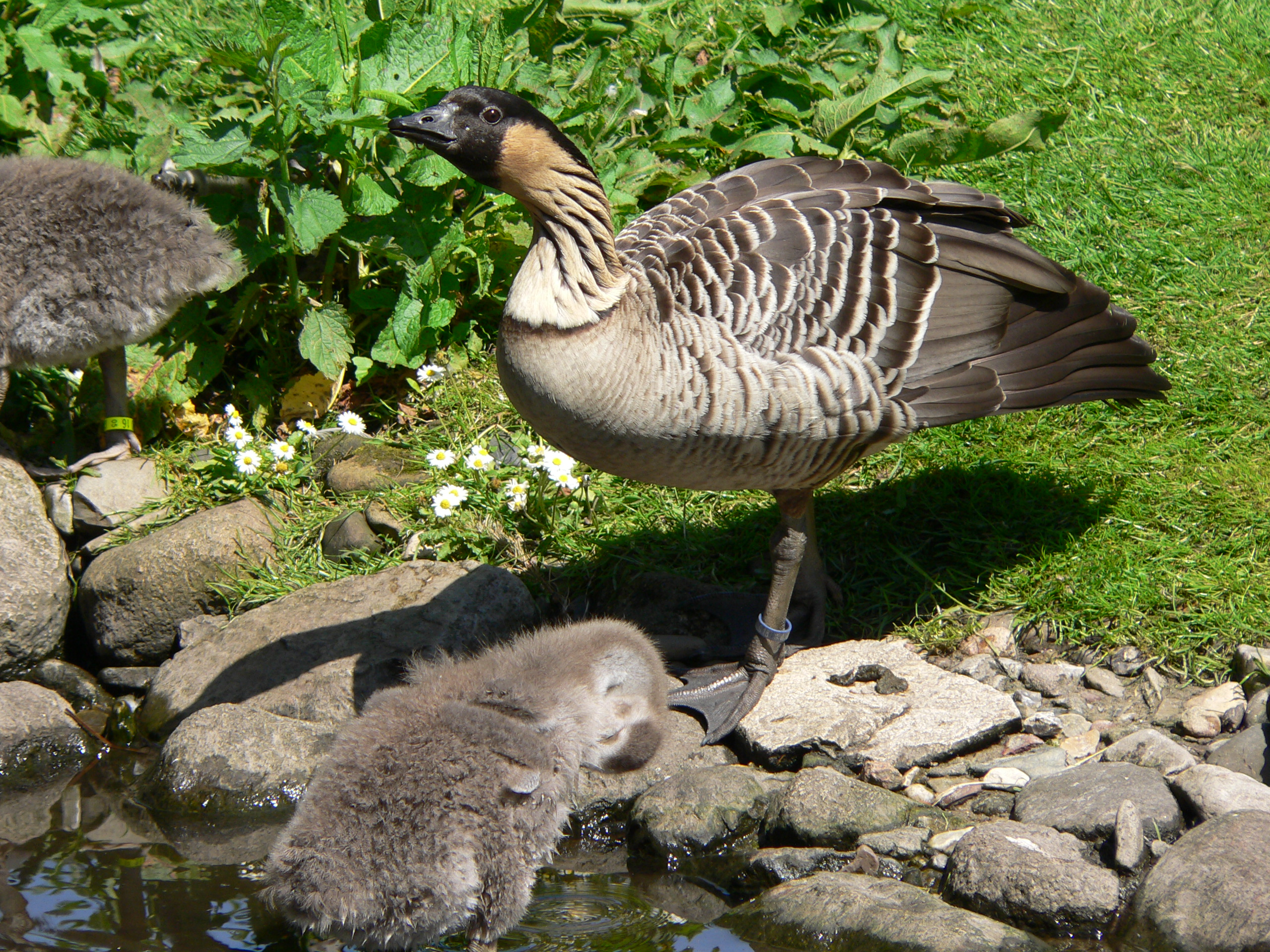
Branta sandvicensis
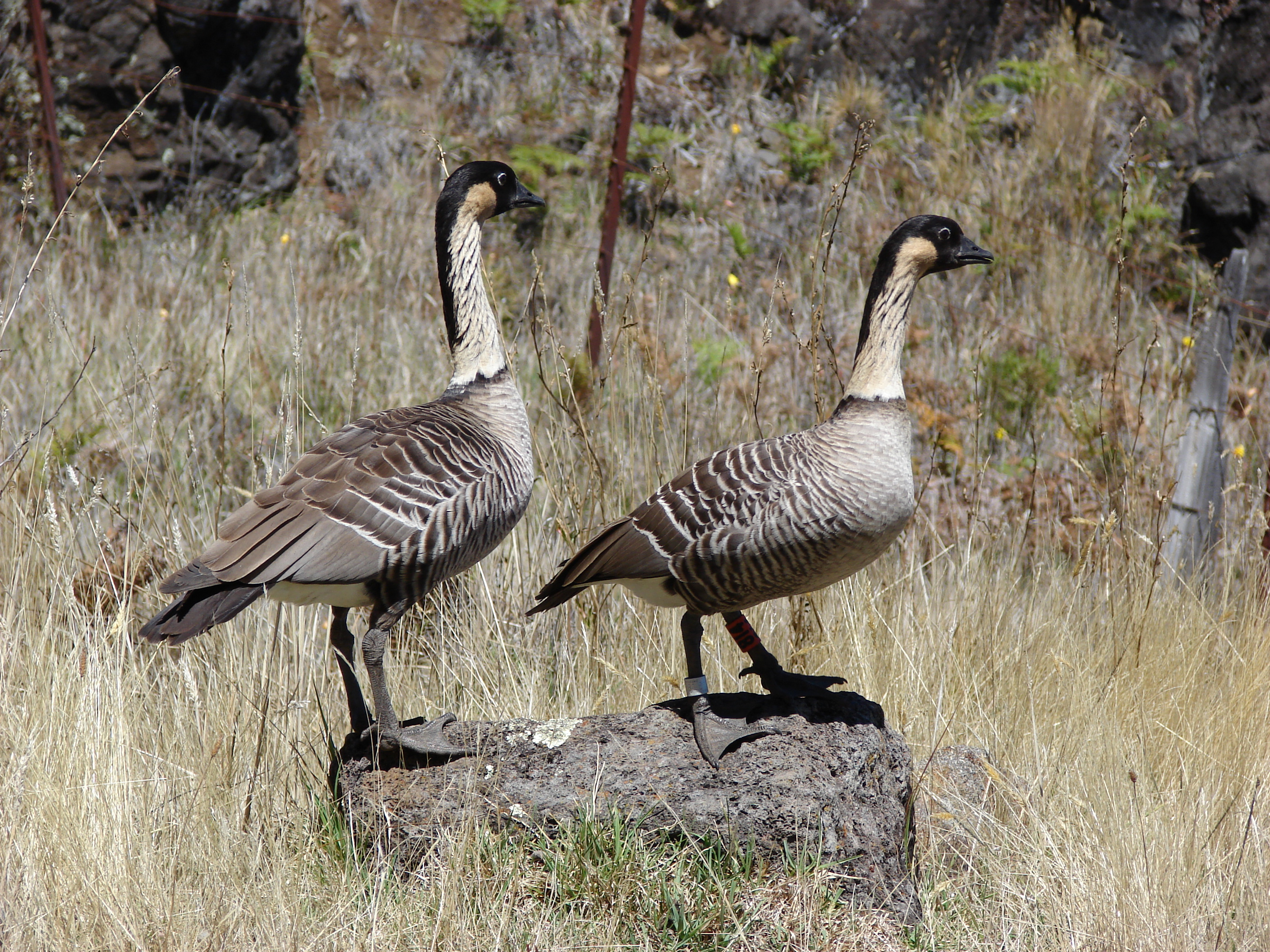
Branta sandvicensis
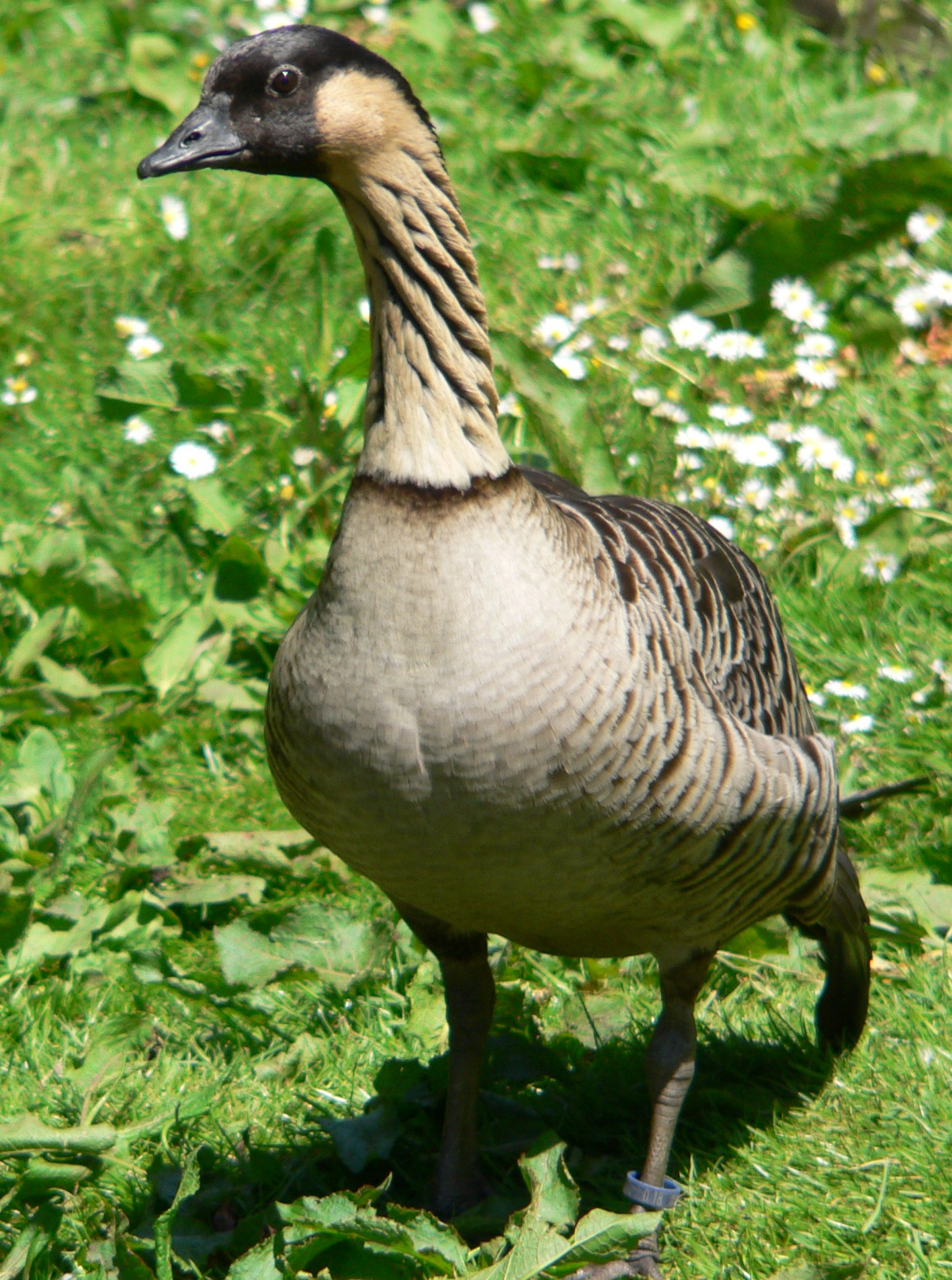
Branta sandvicensis